# Kaifuku Jutsushi no Yarinaoshi
Kaifuku Jutsushi no Yarinaoshi: Sokushi Mahō to Skill Copy no Chōetsu Heal (回復術士のやり直し 〜即死魔法とスキルコピーの超越ヒール〜?  lit. La repetición del sanador: Magia de muerte instantánea y copia de habilidad talón trascendental), titulada también como Kaiyari para abreviar, es una serie de novelas ligeras escrita por Rui Tsukiyo e ilustrada por Shiokonbu. Empezó a serializarse en línea el 29 de diciembre de 2016 en el sitio web de novelas ligeras publicadas por usuarios Shōsetsuka ni Narō, antes de ser adquirida por Kadokawa Shōten, que bajo el sello Kadokawa Sneaker Bunko publicó diez volúmenes desde el 1 de julio de 2017. Una adaptación a manga con ilustraciones de Sōken Haga empezó a publicarse en la revista Young Ace Up el 24 de octubre de 2017 y ha sido compilada en dieciséis volúmenes tankōbon. Una adaptación a anime realizada por TNK se emitió del 13 de enero al 31 de marzo de 2021.

## Argumento
«Venganza... Eso es lo que quiero... Después de cuatro años de vejaciones, sólo quiero venganza... Me vengaré de todos...» y «Los hechiceros sanadores no pueden pelear solos» es la lógica que prima sobre el protagonista de esta historia, Keyarga, quien fue explotado una y otra vez por otros. Un día, notó lo que había más allá de la magia de curación y se convenció de que los hechiceros sanadores son la clase más fuerte de todas. No obstante, cuando descubrió este potencial ya era demasiado tarde. Por lo tanto, decide retroceder en el tiempo cuatro años, dispuesto a rehacer su vida.
Esta es la historia del hechicero sanador que se convirtió en el guerrero más fuerte, utilizando el conocimiento de su vida pasada y la magia de curación.

## Personajes

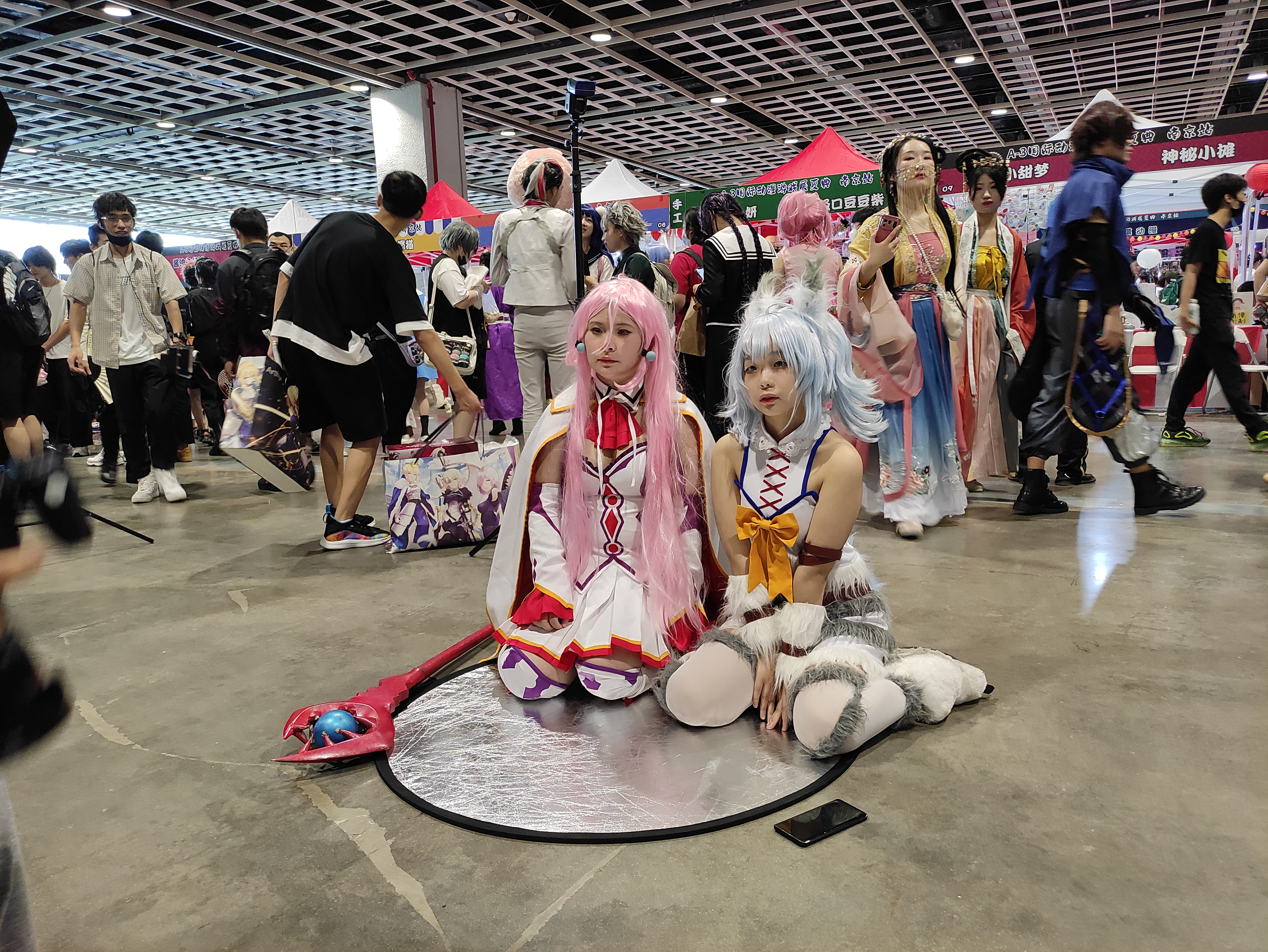
Cosplayers de Falre y Setsuna

### Grupo de Keyarga
Keyaru (ケヤル?)/Keyarga (ケヤルガ Keyaruga?)
 Seiyū: Yūya Hozumi (CD Drama y anime), Yōko Hikasa (Keara)
El personaje principal de esta obra, su clase es héroe de recuperación. Al comienzo de la historia, fue tratado como un esclavo, no tenía armas porque era un trabajador de recuperación, era drogado constantemente y usado como una salida para la violencia. Este retrocede en el tiempo con la Piedra Filosofal y jura venganza contra las personas que le hicieron daño en el pasado. Criado en una gran aldea, ha dirigido su propia plantación de manzanas desde que perdió a sus padres cuando era niño. Originalmente, era un chico lindo con una personalidad pura y amable, pero cuando estaba en el mundo de su primera vida, lo trataban tan mal que odiaba el ego de los seres humanos. Cuando regresa en el tiempo inmediatamente perdió la memoria, pero de un leve recuerdo que le quedaba, llegó al lago donde descendían los espíritus de las estrellas, y pidió como deseo "La vista de los espíritus que lo ve todo" por lo que pudo vislumbrar todo, lo que hizo que cambiara de personalidad, y se convirtiera en una persona más despiadada que no tiene piedad del oponente que considera enemigo, e incluso trata de darle un trato más cruel a sus enemigos antes de consumar su venganza o causarles la muerte. Después de vengarse de Flare en su segunda vida y escapar del castillo, se transforma en un joven, se hace llamar alquimista y usa el seudónimo de Keyarga para pasar desapercibido, ya que ahora es considerado un fugitivo buscado por el reino Gioral. Además de las habilidades curativas, Keyaru puede cambiar su apariencia física y la de cualquiera de sus objetivos a voluntad, dándoles los aspectos que desee.
Flare Earlgrande Gioral (フレア・アールグランデ・ジオラル  Furea Ārugurande Jioraru?)/Freya (フレイア Fureia?)
 Seiyū: Ayano Shibuya (CD Drama y anime)
Es la primera princesa del Reino Gioral. Su clase de héroe es mago. Tiene el pelo largo y rosado y sus ojos largos son de color verde. Es una hermosa chica llena de carisma que muestra una sonrisa dulce por fuera, pero en secreto es una sádica que mira con desprecio a cualquiera. Con el poder que posee, puede dominar la magia de ataque de cuatro atributos y su magia que supera la magia de quinto rango que se considera el límite de los seres humanos. Inmediatamente abandonando a Keyaru cuando había caído en reacción al sanar Kureha, ordenó a las personas a su alrededor que lo volvieran su esclavo, solo para aprovechar su poder de "Recuperación", además de atacarlo violentamente. Al hacerlo, Keyaru quien ahora ha aumentado considerablemente su poder a través de la "imitación" y la "mejora" se venga de ella llegado el momento, primero torturándola físicamente y mentalmente, para luego abusar sexualmente de ella. Al finalizar su venganza, Keyaru la "mejora" alterando su memoria y apariencia física, para convertirla una seguidora de Keyarga.
Setsuna (セツナ Setsuna?)
 Seiyū: Shizuka Ishigami (CD Drama y anime)
Setsuna es una semihumana baja con pelaje blanco, orejas de lupino y cola, la cual pertenece al clan de los lobos de hielo. Después de que ella y otros miembros de su clan fueron tomados como esclavos y soportaron un duro abuso, ha desarrollado un fuerte odio hacia los humanos y se complace en matar a los caballeros del Reino Gioral. A pesar de esto, ella no está dispuesta a extender su venganza hacia personas inocentes. Es encontrada por primera vez por Keyarga bajo la custodia de un comerciante de esclavos. Su expresión de resentimiento es notada por él, y este le promete a Setsuna que la ayudará con su venganza antes de llevarla de regreso a una posada. Ella intenta irse por la fuerza por obligación de ayudar a su tribu, pero Keyarga, que había visto sus recuerdos mientras dormía, le recuerda su impotencia actual. Esto convence a Setsuna de convertirse en la esclava de Keyarga, por lo que los dos tienen sexo para aumentar su límite de nivel. Ella y los demás van a la Aldea "Ice Wolf" para salvar a su gente de convertirse en esclavos. Después de que Keyarga reduce el número de enemigos, ella se entrega a matar al resto con gran ferocidad. Keyarga y Setsuna luego tienen un momento juntos en el bosque, donde ella confiesa que aunque está agradecida por ayudarla a vengarse, no se ha llenado por completo, por lo que declara que se dedicará a él y le revela su verdadero nombre.
Kureha Krylet (クレハ・クライレット Kureha Kurairetto?)
 Seiyū: Natsuki Aikawa (CD Drama y anime)
Una hermosa chica de cabello plateado largo que es la actual cabeza de la prestigiosa familia de espadas de los Krylet. Ha obtenido la clase "Kensei" más fuerte sobre el terreno y supera al héroe de la "espada" en sus habilidades con ella. Tiene un fuerte sentido de la justicia y está orgullosa de blandir su espada por la paz con la gente del Reino Gioral. Es la primera persona en la cual Keyaru usa su recuperación, ya que en ese momento ella había perdido su brazo derecho en una batalla, pero con la ayuda de Keyaru logró recuperar su brazo cortado. Se enfrentó a Keyarga en la ciudad de Lanaritta bajo sospecha de abusar del manejo de la espada al estilo Krylet en el caso de una aldea de lobos de hielo. Pero él le mostró la oscuridad del reino Gioral, y ella se sorprendió al escuchar que era un hecho, por lo que se convirtió en una amante de Keyarga con un sentimiento romántico en su corazón. Permaneció en el reino como espía de Keyarga, pero se le unió después de obtener las cartas y los materiales que Bullet le había confiado.
Norn Clatalissa Gioral (ノルン・クラタリッサ・ジオラル  Norun Kuratarissa Jioraru?)/Ellen (エレン Eren?)
 Seiyū: Minami Tsuda (CD Drama y anime)
Norn Clatalissa Gioral, ahora conocida como Ellen, es la segunda princesa del reino Gioral y la hermana menor de Flare. Posee una inteligencia más allá del sentido común, pero también es fría y calculadora, además de ser una de las personas más sádicas del Reino Gioral, lo que incluso pone nerviosos a sus compañeros. Como guerrera del Ejército del Reino Gioral, siempre está pensando en formas de ganar razonablemente ya que estaba a cargo de supervisar la captura de varias ciudades demoníacas para el Reino de Gioral, pero su política es despiadada y sádica, tratando a todos, incluida ella misma, como piezas, sin tener en cuenta las emociones de sus aliados. Mientras se sentía inferior a Flare, que tiene el poder de un héroe, trabajó duro para que ella la reconociera y ganó un cerebro con el cual podría llamarse una diosa de la guerra. Una vez que todos salen de la habitación, Norn se interesa por Keyaru al notar que no estaba completamente roto. Divertida por su reacción de miedo, le pide que cumpla una solicitud antes de reír como una maníaca. Ella fue la que autorizó a Renard el ataque a la aldea natal de Keyaru y ordenó envenenar a los aldeanos sobrevivientes para que Keyaru no salvara a nadie. Más adelante, es atrapada por Keyarga quien le revela que estaba vengando la muerte de un demonio local llamado Karman, el cual fue asesinado por sus fuerzas, y esta expresa confusión sobre cómo fueron sus acciones para un simple demonio. Después de ser abofeteada y reprendida por menospreciar la vida de los demás, es llevada a un sótano debajo de una posada para encontrarse con Flare, quien Keyarga había convertido en un estado de perro. Luego, es agredida sexualmente por su hermana mayor hasta que esta última se desmaya, y antes de que Keyarga le borre los recuerdos y hacer que piense que es su hermana menor, ella le dice desafiante que se vaya al infierno. Incluso después de convertirse en Ellen, su inteligencia quedó como estaba debido a su utilidad como guerrera y por su capacidad analítica, se dio cuenta de que era la Princesa Norn, pero al darse cuenta de su verdadera identidad, acepta que es Ellen porque le gusta más como es ahora.
Eve Reese (イブ・リース  Ibu Rīsu?)
 Seiyū: Natsumi Takamori (CD Drama y anime)
Es una demonio proveniente de la tribu de los alas negras, aparece por primera vez en la serie como la Reina Demonio en la primera vida de Keyaru a quien consigue matar y obtener la Piedra Filosofal, pero en su lecho de muerte esta le mencionó a Keyaru que se lamenta no haber salvado a la persona que más amaba. Luego que Keyaru crea en nueva línea de tiempo, esta se aparece como una candidata al título del Rey Demonio, ya que estos eventos ocurren años antes de los acontecimientos de su batalla final con él en su primera vida. Para rescatar a los Alas Negras que son perseguidos por el actual Rey Demonio, se encuentra con Keyarga y otros mientras viaja para convertirse en el Rey Demonio. Al principio, no había aprendido técnicas de lucha, por lo que tenía muchas cualidades en su cuerpo por descubrir, pero bajo la guía de Keyarga y los demás, desarrolló su talento y superó las pruebas del pájaro dios Caladrius. Una vez que terminan las pruebas, el ejército del Rey Demonio atacó el asentamiento de los Alas Negras. Con la ayuda de Caladrius, destruyó al ejército del Rey Demonio, por lo que pudo terminar con la aniquilación de los Alas Negras, y decidió convertirse en el Rey Demonio en el menor tiempo posible. Después de eso le declara su amor a Keyarga y se convierte en su amante.
Guren (グレン Guren?)
 Seiyū: Yuka Ozakii (CD drama)
Es una bestia sagrada que nació del "Huevo del Dios Pájaro" criado por Keyarga. Tiene dos figuras, un zorro dorado rojizo y una niña de unos 13 años con orejas de zorro y cola. Si bien se parece a un zorro, su cabello es de color marrón claro y más esponjoso que un zorro. A pesar de haber nacido madura, su cuerpo es el de una niña. Guren había crecido como un huevo al absorber las personalidades y el maná de Freya, Ellen, Setsuna, Eve y Keyarga. Cuando eclosionó, fingió inocencia y saltó sobre los miembros del grupo. Keyarga, siempre desconfiado, la apuñaló para unirla con una fórmula mágica que le imposibilitaba huir o lastimarlo. Jugando con lo que él pensaba, ella lo miró por un instante, lo que llevó a Keyarga solo a comprender su verdadera naturaleza. Tiene una fuerza y cualidades que incluso rebasan a Eve Reese, candidata para ser el Rey Demonio. Además, puede manejar "llamas de purificación" que destruyen el "poder negro" y contribuye en gran medida a la batalla con los caballeros y monstruos negros.

### Héroes
Blade (ブレイド Bureido?)
 Seiyū: Mami Fujita
Es la heroína de la espada del Reino Gioral. Blade es una lesbiana psicópata que odia a los hombres con pasión y toma medidas extremas para obtener placer de las mujeres. Cuando Flare usó a Keyaru como un juguete sexual en su primera vida, venció a Keyaru sin piedad por envidia y se disgustó después de que involuntariamente experimentó placer al hacerlo. Según Keyarga, Blade siempre buscará a las mujeres cuando vaya a un pueblo. No tiene en cuenta los sentimientos de sus objetivos y solo se preocupa por obtener placer. Blade intenta seducirlas disfrazada de hombre, y cuando lo consigue, las lleva a casa, les revela su género y viola a su víctima si se resiste. Si la víctima es su tipo y no puede seducirla, la secuestrará por la fuerza y la violará en otro lugar. Además, Keyarga agrega que Blade siempre tendrá drogas a la mano como seguro. Keyaru, haciéndose pasar por una chica, la apuñala con una daga envenenada y hechiza a tres hombres los cuales la violan y la matan siendo devorada por ellos.
Bullet (ブレット Buretto?)
 Seiyū: Tetsu Inada
Es el héroe de la pistola del Reino Gioral. Es un hombre grande y musculoso con cabeza rapada, barba y piel negra. Este sujeto es homosexual y se enamoró de Keyaru a primera vista, imponiendo su distorsionado deseo de control y usándolo como una salida para su deseo sexual, llegando al punto de violarlo. Por lo general, trabaja como sacerdote y tiene niños no registrados que viven en su propia iglesia, pero a los niños les lava el cerebro para que sean la salida de su libido. Además, en una ocasión mato a un niño que estaba tratando de salir solo de la iglesia, diciendo "No puedo permitir que un niño crezca como adulto", y conserva su cuerpo como una colección. Es un veterano como héroe y también tiene experiencia de estar inscrito en el departamento de inteligencia durante mucho tiempo, además de ser excelente en la guerra de información, y también ser cauteloso. Es bueno colocando múltiples trampas. Keyarga lo considera como un objetivo de venganza y, al mismo tiempo, un maestro por su consideración.

### Otros personajes
Anna (アンナ Anna?)
 Seiyū:  Asuka Nishi
Era una aldeana del mismo pueblo que Keyaru, el cual se preocupó mucho hasta el punto de tratarlo como a un hermano pequeño cuando era niño. Cuando el capitán de los guardias Renard y su ejército atacan a la aldea natal de Keyaru, éste, haciéndose pasar por Keyaru, viola a Anna toda la noche en venganza por el daño que le hizo Keyaru. Ella, al no saber la verdad detrás del evento y no podía entender por qué su amigo le haría esto, se suicida mordiéndose la lengua. En el anime, Anna sobrevive lo suficiente y es capaz de ver al verdadero Keyaru por última vez. Ella falleció mientras sonreía, y un afligido Keyaru intenta hacer Recovery: Heal en ella varias veces, con la esperanza de revivirla, pero esto resultó ser inútil y muere en los brazos de Keyaru.

## Media

### Novela ligera
Kaifuku Jutsushi no Yarinaoshi es escrito por Rui Tsukiyo e ilustrado por Shiokonbu. Comenzó su serialización en el sitio web de publicación de novelas ligeras publicadas por usuarios Shōsetsuka ni Narō el 29 de diciembre de 2016. Más tarde, Kadokawa Shōten adquirió el título y publicó el primer volumen como una novela ligera bajo su sello Kadokawa Sneaker Bunko el 1 de julio de 2017, y hasta el momento han sido publicados 10 volúmenes.
El 23 de enero de 2021, el autor Rui Tsukiyo tuiteó en inglés, afirmando que un editor extranjero se negó a publicar las novelas ligeras en inglés. Dijo que la situación podría cambiar si los editores extranjeros recibieran suficientes solicitudes. También animó a los fans a mirar la versión en inglés de su otra serie de novelas ligeras, Sekai Saikō no Ansatsusha, Isekai Kizoku ni Tensei Suru, con licencia de Yen Press.
| Volúmenes de novelas ligeras publicadas | Volúmenes de novelas ligeras publicadas | Volúmenes de novelas ligeras publicadas |
| Número                                  | Fecha de publicación                    | ISBN                                    |
| --------------------------------------- | --------------------------------------- | --------------------------------------- |
| 1                                       | 1 de julio de 2017                      | ISBN 978-4-04-105681-3                  |
| 2                                       | 1 de diciembre de 2017                  | ISBN 978-4-04-106524-2                  |
| 3                                       | 1 de abril de 2018                      | ISBN 978-4-04-106521-1                  |
| 4                                       | 1 de septiembre de 2018                 | ISBN 978-4-04-106521-1                  |
| 5                                       | 1 de febrero de 2019                    | ISBN 978-4-04-107559-3                  |
| 6                                       | 1 de julio de 2019                      | ISBN 978-4-04-105680-6                  |
| 7                                       | 1 de diciembre de 2019                  | ISBN 978-4-04-107561-6                  |
| 8                                       | 1 de julio de 2020                      | ISBN 978-4-04-109658-1                  |
| 9                                       | 26 de diciembre de 2020                 | ISBN 978-4-04-109662-8                  |
| 10                                      | 29 de marzo de 2024                     | ISBN 978-4-04-109663-5                  |

### Manga
Una adaptación a manga ilustrado por Sōken Haga comenzó a publicarse el 24 de octubre de 2017 en la revista Young Ace Up de Kadokawa Shōten, y hasta el momento ha sido compilada en 16 volúmenes tankōbon.
Un manga spin-off ilustrado por Ken Nagao, titulado Kaifuku Jutsushi no Omotenashi (回復術士のおもてなし lit. Hospitalidad del sanador?), comenzó a serializarse en el sitio web Young Ace Up de Kadokawa el 18 de enero de 2021.
| Volúmenes de manga publicados | Volúmenes de manga publicados | Volúmenes de manga publicados |
| Número                        | Fecha de publicación          | ISBN                          |
| ----------------------------- | ----------------------------- | ----------------------------- |
| 1                             | 31 de marzo de 2018           | ISBN 978-4-04-106838-0        |
| 2                             | 4 de septiembre de 2018       | ISBN 978-4-04-107292-9        |
| 3                             | 4 de febrero de 2019          | ISBN 978-4-04-107730-6        |
| 4                             | 4 de julio de 2019            | ISBN 978-4-04-108358-1        |
| 5                             | 4 de diciembre de 2019        | ISBN 978-4-04-108359-8        |
| 6                             | 2 de mayo de 2020             | ISBN 978-4-04-109347-4        |
| 7                             | 10 de octubre de 2020         | ISBN 978-4-04-109347-4        |
| 8                             | 10 de febrero de 2021         | ISBN 978-4-04-109352-8        |
| 9                             | 10 de agosto de 2021          | ISBN 978-4-04-111575-6        |
| 10                            | 10 de febrero de 2022         | ISBN 978-4-04-111579-4        |
| 11                            | 10 de agosto de 2022          | ISBN 978-4-04-112627-1        |
| 12                            | 10 de febrero de 2023         | ISBN 978-4-04-113257-9        |
| 13                            | 10 de agosto de 2023          | ISBN 978-4-04-113906-6        |
| 14                            | 9 de febrero de 2024          | ISBN 978-4-04-114516-6        |
| 15                            | 9 de agosto de 2024           | ISBN 978-4-04-115171-6        |
| 16                            | 10 de enero de 2025           | ISBN 978-4-04-115684-1        |

### Anime
El 21 de noviembre de 2019 Kadokawa Shōten abrió un sitio web para la serie el cual se anunció la adaptación al anime de la serie. El anime es dirigido por Takuya Asaoka bajo el estudio TNK, Kazuyuki Fudeyasu supervisa los guiones, Junji Gotō diseña los personajes, mientras que Kenji Fujisawa, Akiya Suzuki y Johannes Nilsson son los encargados de la música de la serie. La serie se emitió del 13 de enero al 31 de marzo de 2021 en Tokyo MX, KBS, AT-X, SUN y BS11. El tema de apertura es "Zankoku na Yume to Nemure" (残酷な夢と眠れ lit. Sueños crueles y sueño?) interpretado por Minami Kuribayashi, mientras que el tema final es "Yume de Sekai wo Kaeru Nara" (夢で世界を変えるなら lit. Si puedes cambiar el mundo en un sueño?) interpretado por ARCANA PROJECT. La serie durará 12 episodios.
Hay tres versiones diferentes del anime: una versión de transmisión censurada, una versión "Redo" exclusiva de transmisión y una versión "sin censura". Todas las estaciones que transmiten el anime tienen la versión de transmisión censurada. Además de transmitir la transmisión censurada a las 11:30 p. m. JST, AT-X transmite la versión "sin censura" la misma mañana a las 4:00 a. m. JST. Sentai Filmworks ha licenciado el anime fuera de Asia. El editor alemán Animoon anunció que han licenciado la serie de anime para las regiones de habla alemana y han programado el lanzamiento de la serie en DVD y Blu-ray a finales de 2021. Bilibili está transmitiendo la serie en el sudeste asiático. Jonu Media obtuvo la licencia de la serie en España. La cuenta oficial de Twitter del anime emitió una advertencia de contenido para el anime poco antes de su debut televisivo.
Inicialmente se anunció que Kaifuku Jutsushi no Yarinaoshi obtendría un lanzamiento simultáneo con subtítulos en alemán, pero el 14 de enero de 2021, un día después de la emisión del primer episodio, el editor Animoon anunció que la transmisión simultánea se pospondría unos días. Cinco días después del anuncio de Animoon, la transmisión simultánea fue cancelada debido a la negativa de los servicios de transmisión a transmitir la serie debido a sus temas controvertidos.
El segundo episodio del anime desató las alertas por parte de la comunidad debido al contenido tan explícito que contiene, pero por fortuna, pese a que fue cancelado en Alemania, la serie apenas recibió críticas de occidentales y tuvo un recibimiento muy bueno. Pese a ser demasiado violenta, la serie gozó de un gran número de espectadoras femeninas, causando la sorpresa del autor de la novela ligera. Por otra parte, en Japón la Broadcasting Ethics & Program Improvement Organization (BPO) recibió críticas de padres de familia que afirman que " en el anime vemos como un joven es abusado por una princesa hostil para posteriormente vengarse de ella y cometer una amplia variedad de actos crueles y escenas sexuales". Aunque las críticas realizadas por algunos japoneses fueron desestimadas y la BPO declaró: "Las escenas de extrema violencia fueron vistas por los miembros y es difícil plantear la problemática al considerarse que es una serie que se emite a la medianoche, por lo que no es necesario realizar un procedimiento".
| Episodios | Episodios | Episodios             |
| Número    | Título | Fecha de estreno      |
| --------- | --- | --------------------- |
| 1         | «¡El sanador inicia de nuevo!» «Kaifuku Jutsushi wa, Yarinaosu!» (回復術士は、やり直す！)                                                                        | 13 de enero de 2021   |
| 2         | «¡El sanador arruina a la princesa Flare!» «Kaifuku Jutsushi wa, Furea Ōjo o Kowasu!» (回復術士は、フレア王女を壊す！)                                           | 20 de enero de 2021   |
| 3         | «¡El sanador compra a una esclava!» «Kaifuku Jutsushi wa, Dorei o Kau!» (回復術士は、奴隷を買う！)                                                               | 27 de enero de 2021   |
| 4         | «¡El sanador adquiere a Setsuna!» «Kaifuku Jutsushi wa, Setsuna o Teniireru!» (回復術士は、セツナを手に入れる！！)                                               | 3 de febrero de 2021  |
| 5         | «¡El héroe encuentra un juguete nuevo!» «Kaifuku Jutsushi wa, Atarashī Omocha o Mitsukeru!» (回復術士は、新しいおもちゃを見つける！)                             | 10 de febrero de 2021 |
| 6         | «¡El sanador derrama sangre y lágrimas!» «Kaifuku Jutsushi wa, Chi to Namidawonagasu!» (回復術士は、血と涙を流す！)                                              | 17 de febrero de 2021 |
| 7         | «¡El sanador ejecuta la justicia!» «Kaifuku Jutsushi wa, Seigi o Shikkō Suru!» (回復術士は、正義を執行する！)                                                    | 24 de febrero de 2021 |
| 8         | «¡El sanador se encuentra con el rey demonio!» «Kaifuku Jutsushi wa, Maō to Deau!» (回復術士は、魔王と出会う！)                                                  | 3 de marzo de 2021    |
| 9         | «¡El sanador se venga por comida!» «Kaifuku Jutsushi wa, Tabemono no Urami o Harasu!» (回復術士は、食べ物の恨みを晴らす！)                                       | 10 de marzo de 2021   |
| 10        | «¡El sanador se convierte en una solitaria y hermosa flor!» «Kaifuku Jutsushi wa, Karen na Ichirin no Hana ni Naru!» (復術士は、可憐な一輪の花になる！)          | 17 de marzo de 2021   |
| 11        | «¡El sanador se preocupa por la brutaliada de Norn!» «Kaifuku Jutsushi wa, Norun Hime no Bankō ni Kokoro wo Itameru!» (回復術士は、ノルン姫の蛮行に心を痛める！) | 24 de marzo de 2021   |
| 12        | «¡El sanador inicia un nuevo viaje!» «Kaifuku Jutsushi wa, Aratanaru Tabi ni Deru!» (回復術士は、新たなる旅に出る！)                                             | 31 de marzo de 2021   |

## Recepción
En noviembre de 2019 la serie de novelas ligeras tiene más de 800,000 copias impresas, y en enero de 2021 ya sobrepasaba las 1,7 millones de copias.
En la Guía de vista previa de invierno de 2021 de Anime News Network, la mayoría de los críticos criticaron la serie por recurrentes "violaciones por venganza", un aspecto de las novelas ligeras que generó controversia antes del estreno del anime televisivo. Los críticos también criticaron a la serie por tener un escenario inspirado en un juego de rol de fantasía "genérico" similar a otras series populares de isekai y por justificaciones "artificiales" en la historia para su trama de venganza, mientras que por parte de la audiencia en general recibió críticas muy positivas, e incluso aumentó la venta del manga y la novela ligera.